# Тшебень (Куявсько-Поморське воєводство)
Тшебень (пол. Trzebień, нім. Hohenhausen) — село в Польщі, у гміні Добрч Бидґозького повіту Куявсько-Поморського воєводства.
Населення — 276 осіб (2011).
У 1975-1998 роках село належало до Бидгощського воєводства.

## Демографія
Демографічна структура станом на 31 березня 2011 року:
|          | Загалом | Допрацездатний вік | Працездатний вік | Постпрацездатний вік |
| -------- | ------- | ------------------ | ---------------- | -------------------- |
| Чоловіки | 133     | 23                 | 93               | 17                   |
| Жінки    | 143     | 36                 | 75               | 32                   |
| Разом    | 276     | 59                 | 168              | 49                   |